# 卢龙北站
卢龙北站位于河北省卢龙县潘庄镇，是大秦铁路的一座火车站，等级为四等站，距大同站583公里，距秦皇岛站70公里，本站及相邻上下行区间均为电气化区段。大秦铁路为煤运铁路，全线不办理客运业务。